# Цркве Светог Илије у Сутулији
Цркве Светог Илије у Сутулији су два српска православна храма из 17. и 19. вијека, која припадају Митрополији црногорско-приморској.
Претпоставља се да је стара црква Светог Илије у Загори изграђена у 17. вијеку. По њој је њена околина добила назив Сутулија (Свети Илија). 1865. године, поред ове мале цркве, изграђена је нова, велика црква, такође посвећена Светом Илији. Старија црква је скромних димензија са звоником на преслицу, са једним звоном. Уз њену сјеверну фасаду постоји бистјерна, а са западне стране, са десне и лијеве стране врата, уз зид цркве, су камене клупе за сједање. Са платоа на којем се налази ова мала црква простире се видик на отворено море, са којег се за ведрих дана могу видјети обале Хрватске и Албаније. У старијој цркви се налази гроб монаха Хрисантија Костовића, који је заслужан за прибављање прилога за изградњу велике цркве Светог Илије. На источној страни комплекса Сутулија, поред борова, налазе се остаци некадашње ћелије у којој је боравио монах Хрисантије, утемељивач великог храма. Њен западни зид је пострадао у земљотресу 1979. године, а 2007. године, заједно са обновом великог храма Светог Илије, отпочела је обнова и овог малог, старог храма. Храм је добио звоник, а обављени су и радови на обнови његовог крова и бистјерне.
Младен Црногорчевић је у књизи "Цркве у Грбљу" о црквама посвећеним Светом пророку Илији у Загори забиљежио да је старија црква Св. Илије (Сутулија) сасвим мала, стара, а при њој је 1865. сазидана нова истоимена црква. По старинској црквици зову и ужу околицу Сутилијом. При цркви је и једна гомила, каквих има више него игдје у Боки. Некадашњи малени звоник цркве срушен је громом, а плоча са звоника је лежала пред црквом. Олтарски је кров био покривен плочом. У старој цркви на десној страни, када се уђе, сахрањен је монах Х. Костовић, који је преминуо 1882. године. Цркве св. Илије су на врху брда. Са тог мјеста може да се види Корчула и Драчки Рт. Нова црква је већих димензија. Има звоник на преслицу са три окна, а два звона, полукружну апсиду и округло кубе. Осим западних, имају врата и на сјеверном и јужном плану и полукружно сведени прозори, а украшена је и лезенама. Сребро и велике престолне иконе Св. Илије било је украдено, а уз то и девет сребрних кандила. Једна стара, сребром окована (Триптика) ромејског стила, која је случајно нађена под земљом при сусједној цркви Св. Теодора, има натпис IC – XC – NALIA MARPNA".
Настанак ове цркве се у антропогеохрафској студији оца Саве Накићеновића Бока везује за породицу неког Костовића који је имао два сина од којих је једног обећао цркви. Старији је умро а млађи се оженио. Иза вјенчања дознао, јер стари уди су му доказали да је био обећан цркви. Пође код власти, замоли распуст са женом. Власти му дозволе и постане монах Хрисантије, или како га народ зове Кресантије. Пропутовао је по свијету, скупио милостињу и саградио новију цркву Св. Илије. О приложницима и прилозима за овај храм, у Шематизму Бококоторско-дубровачко-спичанске епархије налазимо ове записе: 1884. Јефто Васнић сребрно кандило, Рис. Радовић иконицу Усјекованија, Кап. Мара тројановић прстен златни 1897., Ђ. Поповић, двије свештеничке окруте 1908., Ц. Р. Влада 100 кр.
Новија црква је освећена 20. маја 1865. године. Хрисантије Костовић, монах далматинске епархије, поријеклом из Загоре, желио је да у свом родном крају подигне манастир са обавезним монашким келијама. Од помоћи коју је донео из Русије, Цариграда и Грчке, подигао је цркву св. Илије уз постојаћу мању. Међутим за планиране келије био му је потребан додатни новац, па је одлучио да га потражи од тада младе, тек формиране српске државе. Уз помоћ архиепископа београдског и митрополита српског Михаила затражио је 30–40 дуката (Миленко Пекић -Обраћање Будвана митрополитима Србије за помоћ, Гласник Одјељења уметности ЦАНУ 16, Подгорица 1997, стр. 256- 257) У писму митрополита Далматинског Стефана, надлежном министру Кости Цукићу, 14. августа 1865. године, се наводи да је на молбу монаха Хрисанта именованом одобрено да у Србији купи милостињу како би тиме дом за обитание монаха сазидати могао, након што је скоро возобновио древну падшу Србску задужбину Мон. Св. Илије купљењем милостиње по Цариграду и Грчким предјелима, тако да се у њој може свршавати света служба Божија, због чега се ради окончања тог дјела обраћа браћи својим Србима за помоћ, увјерен да му се то неће одрећи.
Чланови Савјета су на сједници од 20. августа 1865. подржали препоруку министра и три дана касније монах Костовић добио је признаницу на 30 дуката. Од примљених дуката је изграђена омалена келија. Овај сакрални објекат никада се није називао манастиром. У великом земљотресу од 15. априла 1979. године црква св. Илије је у потпуности срушена. Једино су још стајали ниски дијелови зидова и апсида са сачуваним кровним вијенцем, док су дијелови тамбура, звоника и зидова обрушени услед природне стихије.
Средином 2007. године стекли су се услови да се приступи обнови цркава на Сутилији од којих је већа претрпила рушење у земљотресу 1979. године, а старија, мања црква, оштећења западног зида. За мању цркву постоји пројекат рестаурације, а за већу цркву се, у складу са конзерваторским смерницама Регионалног завода за заштиту споменика културе Котор, приступило анализи података на терену као и проучавању доступних графичких и писаних извора у циљу израде цртежа за њену реконструкцију.
Данас је велики храм Светог Илије у потпуности грађевински обновљен и снадбјевен свим потребним богослужбеним стварима. На сачуваној ктиторској плочи стављена је позлата и враћена је на своје мјесто изнад западних врата. На њој стоји овај натпис: За подизање овог светог храма у славу Светог пророка Илије приложи монах Хрисантије Костовић сав новац за исплату мајстора а сељани загорски сав материјал за градњу и храну за мајсторе. Храм је освећен православним епископом  Стефаном Кнежевић 20 маја 1865.године.
Изнад ове плоче постављен је мозаик са ликом Светог Пророка Илије. Почетком 2013. постављене су иконе на иконостасу и окончани радови на изградњи камене ограде око храма а средином 2015. окончани су сви грађевински радови на дворишту и цијелом црквеном комплексу, извршено сађење растиња и пресађивање старих маслинових стабала. 7. јуна 2015. године, Свету архијерејску литургију са освећењем храма служио је Његово Високопреосвештенство Архиепископ цетињски Митрополит црногорско-приморски Амфилохије Радовић и Његово Преосвештенство викарни Епископ топлички Господин Арсеније, у име Његове Светости Патријарха српског Господина Иринеја.
Храм је у богослужбеној употреби. У њему се осим на дан храмовне славе, служе свете литургије више пута у току године (Други дан Божића-Божји дан, Други дан Свете Тројице, сваке друге године на Завјетине, прву суботу послије Спасовдана и тд.). Послије обнове, у храму се обављају вјенчања и крштења.

## Галерија
- Новија црква
- Старија црква
- Западни зид новије цркве
- Натпис на новијој цркви
- Иконостас, новија црква
- Иконостас и дио јужног зида храма
- Српска тробојна застава у мањој цркви
- Гроб у мањој цркви